# 信和不動産 (大阪市)
信和不動産株式会社（しんわふどうさん、SHINWA REAL ESTATE Co.,Ltd.）は、大阪市中央区に本社を置く日本の不動産会社であり、所在は大阪市中央区南船場1丁目18番11号SRビル長堀14Fである。

## 概要
関西を中心に分譲マンションや賃貸マンション、ホテル、収益ビルなどの不動産開発事業を展開している。グループ会社で用地取得と建設、その後の管理を一貫して行っている。
用地取得、不動産開発、収益事業、売却を行う。信和グループの新築分譲マンションブランド「ドルチェヴィータ」、新築賃貸マンションブランド「スプランディッド」の企画・開発を手がけている。グループ会社である信和建設は、信和グループの建設部門である。信和不動産は、タイで現地法人「W-SHINWA.Co.,Ltd.」を設立し、 コンドミニアムプロジェクト「RUNESU Thonglor 5」を始動し、2020年2月竣工。 同プロジェクトでは、信和不動産が手がけた「ドルチェ ヴィータ」のアイデアを駆使して、8階建て、156住戸、デザインと機能面で、日本にもタイにもない新たな分譲マンション建設に取り組んだ。

## 沿革
- 2009年 - 信和建設の不動産部門を分社化し、前身である株式会社信和を設立[5]。
- 2011年 - 東京支店を開設[5]。
- 2013年 - 現在の信和不動産株式会社に商号変更[5]。オリジナル賃貸マンションブランド「スプランディッド」の商標を登録[6]。
- 2015年 - 信和都市開発株式会社をグランフロント大阪に設立。
- 2016年 - タイ王国のバンコクでコンドミニアム開発[7]。
- 2019年 - 信和不動産株式会社 本店を長堀橋へ移転[8]。
- 2022年1月 - 名古屋支店を開設[9]。
- 2023年 - 東京支店事務所を千代田区丸の内へ移転[10]。

## 役員一覧
| 役職                   | 氏 名      | 主な兼務の状況 | 主な経歴                                                                                              |
| ---------------------- | ---------- | --- | --- |
| 代表取締役社長         | 前田裕幸   | 信和ホールディングス株式会社 代表取締役社長 信和建設株式会社 代表取締役会長 信和ホテルズ株式会社 代表取締役社長 株式会社アリストジャパン 代表取締役社⻑ 株式会社シルキーバード 代表取締役社⻑ | |
| 取締役会長             | 木村順太郎 | 信和ホールディングス株式会社 取締役会長 信和アセットマネジメント株式会社 取締役 | （前）野村不動産ソリューションズ株式会社 代表取締役会長                                               |
| 常務取締役             | 原田大資   | | |
| 取締役                 | 丸尾順治   | 信和建設株式会社 取締役社長 信和ホテルズ株式会社 取締役 株式会社シニアスタイル 取締役 大神田建設株式会社 取締役 株式会社シルキーバード 取締役                                                 | |
| 取締役                 | 中村聡     | 信和ホールディングス株式会社 常務取締役 信和建設株式会社 取締役東京支店長 大神田建設株式会社 代表取締役社長                                                                                   | （前）大和リアル・エステート・アセット・マネジメント株式会社 投資運用副本部長                         |
| 取締役                 | 廣瀬秀毅   | 信和建設株式会社 取締役 株式会社シニアスタイル 代表取締役社長 | （前）株式会社ベネッセスタイルケア 西日本エリア事業本部担当執行役員                                   |
| 取締役                 | 井上康隆   | 信和ホールディングス株式会社 取締役管理本部長 信和アセットマネジメント株式会社 取締役 | （前）京阪神ビルディング株式会社 専務取締役                                                           |
| 取締役                 | 亀井真     | | （前）野村不動産ソリューションズ株式会社 常務執行役員                                                 |
| 取締役東京支店副支店長 | 栗崎修     | | （前）野村證券株式会社 顧問                                                                           |
| 取締役開発部長         | 北村友彦   | | （前）大阪ガス都市開発株式会社 第2開発部長                                                            |
| 取締役東京支店開発部長 | 井上大輔   | | （前）株式会社デベロップデザイン                                                                      |
| 社外取締役             | 彦惣正義   | 信和ホールディングス株式会社 取締役 信和建設株式会社 取締役 | （前）パナソニック電工株式会社 代表取締役副社長                                                       |
| 監査役                 | 大鹿博文   | 信和ホールディングス株式会社 監査役 信和建設株式会社 監査役 | （現）イーウェストコンサルティング株式会社 代表取締役・税理士 （前）大和証券株式会社 大阪公開引受部長 |

| 役職     | 氏名     | 主な経歴                                                        |
| -------- | -------- | --------------------------------------------------------------- |
| 特別顧問 | 真弓明信 | （現）有限会社オフィス真弓 代表取締役 （元）阪神タイガース 監督 |
|          |          |                                                                 |

## 事業所
- 本社 - 〒542-0081 大阪市中央区南船場1丁目18番11号 SRビル長堀
- 本店 - 〒561-0824 大阪府豊中市大島町2丁目1番29号
- 東京支店 - 〒100-0005 東京都千代田区丸の内1丁目11番1号 パシフィックセンチュリープレイス丸の内16F
- 名古屋支店 - 〒460-0008 愛知県名古屋市中区栄4丁目2-29　名古屋広小路プレイス9F

## CM
信和グループのイメージキャラクターとして歌舞伎役者・片岡愛之助を起用し、2014年から現在まで放送中。

### 提供番組
- 天気予報（関西テレビ）
- 報道ステーション（テレビ朝日制作。朝日放送テレビローカルスポンサー）
- ABCニュース（朝日放送テレビ）

## 協賛
- ゴルフイベント
  - スタジオアリス（2013年）
  - リゾートトラストレディス（2013年）
- 24時間テレビ 愛は地球を救う42（読売テレビ）

## 開発物件
主な開発物件一例　
- 2020年竣工　フェアフィールド・バイ・マリオット大阪難波
- 2021年竣工　マリオットグループ　モクシー京都二条
- 2018年竣工　THE RISEホテル大阪北新地
- シニアスタイル西宮北口
- 収益マンション開発「スプランディッド」シリーズ
- 分譲マンション開発「ドルチェヴィータ」シリーズ

## CSR活動
- 2019年に読売テレビで放送された『24時間テレビ 愛は地球を救う42』に協賛、募金活動を行った[11]。